# Raymond Poisson
Raymond Poisson (Saint-Hyacinthe, 30 aprile 1958) è un vescovo cattolico canadese, dal 1º giugno 2022 vescovo di Saint-Jérôme-Mont-Laurier.

## Biografia
Raymond Poisson è nato a Saint-Hyacinthe il 30 aprile 1958.

### Formazione e ministero sacerdotale
Dal 1976 al 1978 ha studiato scienze dell'amministrazione al Collège André-Grasset di Montréal e ha conseguito il diploma di esperto contabile. Entrato in seminario, ha ottenuto il Bachelor of Sacred Theology e nel 1983 il Master of Arts presso l'Università di Montréal.
Il 22 maggio 1983 è stato ordinato diacono. Il 9 dicembre dello stesso è stato ordinato presbitero per la diocesi di Saint-Jean-Longueuil nella chiesa di Notre-Dame-du-Sacré-Cœur a Brossard da monsignor Bernard Hubert. In seguito è stato responsabile della comunità cristiana di Notre-Dame-de-l'Espérance a Brossard dal 1984 al 1987. Nel 1987 è stato inviato a Roma per studi. Ha preso residenza presso il Pontificio Collegio Canadese. Nel 1989 ha conseguito il dottorato summa cum laude in teologia fondamentale con specializzazione in ecclesiologia presso la Pontificia Università Gregoriana con una tesi intitolata Église et eucharistie dans la pensée de Pierre Teilhard de Chardin. Tornato in patria è stato segretario particolare di monsignor Bernard Hubert dal 1989 al 1996; parroco della parrocchia di San Giorgio a Longueuil dal 1990 al 1995; segretario esecutivo e vice capo di diversi organismi diocesani; parroco della parrocchia della concattedrale di Sant'Antonio di Padova a Longueuil dal 1995 al 2007 e parroco dell'unità pastorale "Sainte-Marguerite-d'Younville" (composta dalle parrocchie di Sant'Anna a Varennes, di San Francesco Saverio a Verchères, della Santissima Trinità a Contrecœur, San Lorenzo a Fleuve e di Santa Teodosia a Calixa-Lavallée), rettore della basilica di Sant'Anna a Varennes e responsabile del santuario nazionale di Santa Margherita d'Youville dal 2007.
È stato anche membro del consiglio presbiterale dal 1985 al 1987, dal 2008 al 2011 e dal 2011 al 2013; membro della commissione nazionale per la libertà condizionale del Governo del Canada dal 1985 al 1987; segretario esecutivo del comitato per gli affari finanziari dei presbiteri dal 1992 al 1996; responsabile aggiunto dell'ufficio dei presbiteri dal 1993 al 1996; membro del consiglio di amministrazione della Résidence Léonie-Paradis a La Prairie dal 1995 al 1996; segretario tesoriere dell'opera vocazionale diocesana dal 1999; membro e portavoce del comitato di studio dell'Assemblea dei vescovi cattolici del Québec sul futuro del patrimonio religioso dal 2005 al 2007; membro del consiglio parrocchiale regionale dal 2002; membro del comitato speciale per le finanze diocesane dal 2010 e cappellano nazionale dell'Associazione Canadese dell'Ordine di Malta.

### Ministero episcopale
Il 1º maggio 2012 papa Benedetto XVI lo ha nominato vescovo ausiliare di Saint-Jérôme e titolare di Gegi. Ha ricevuto l'ordinazione episcopale il 15 giugno successivo nella cattedrale di San Girolamo a Saint-Jérôme dal vescovo di Saint-Jérôme Joseph Paul Pierre Morissette, co-consacranti il vescovo di Saint-Jean-Longueuil Lionel Gendron e l'arcivescovo metropolita di Sherbrooke Luc Cyr.
L'8 settembre 2015 papa Francesco lo ha nominato vescovo di Joliette. Ha preso possesso della diocesi il 4 novembre successivo.
Nel maggio del 2017 ha compiuto la visita ad limina.
Il 18 maggio 2018 papa Francesco lo ha nominato vescovo coadiutore di Saint-Jérôme. Il 21 maggio 2019 è succeduto alla medesima sede.
Il 1º giugno 2020 lo stesso pontefice ha unito in persona episcopi la diocesi di Mont-Laurier con quella di Saint-Jérôme e contemporaneamente lo ha nominato anche vescovo di quella sede. Ha preso possesso della diocesi il 23 dello stesso mese.
È stato vicepresidente della Conferenza dei vescovi cattolici del Canada dal 28 settembre 2019 al 27 settembre 2021  e presidente della stessa dal 27 settembre 2021 al 28 settembre 2023.
Il 1º giugno 2022, avendo papa Francesco unito plena unione le diocesi di Saint-Jérôme e di Mont-Laurier, è stato nominato primo vescovo della nuova circoscrizione ecclesiastica.
Ha partecipato alla I sessione della XVI assemblea generale ordinaria del Sinodo dei vescovi che ha avuto luogo nella Città del Vaticano dal 4 al 29 ottobre 2023 sul tema "Per una Chiesa sinodale: comunione, partecipazione e missione".

## Genealogia episcopale
La genealogia episcopale è:
- Cardinale Scipione Rebiba
- Cardinale Giulio Antonio Santori
- Cardinale Girolamo Bernerio, O.P.
- Arcivescovo Galeazzo Sanvitale
- Cardinale Ludovico Ludovisi
- Cardinale Luigi Caetani
- Cardinale Ulderico Carpegna
- Cardinale Paluzzo Paluzzi Altieri degli Albertoni
- Papa Benedetto XIII
- Papa Benedetto XIV
- Cardinale Enrico Enriquez
- Arcivescovo Manuel Quintano Bonifaz
- Cardinale Buenaventura Córdoba Espinosa de la Cerda
- Cardinale Giuseppe Maria Doria Pamphilj
- Papa Pio VIII
- Papa Pio IX
- Arcivescovo Armand-François-Marie de Charbonnel, O.F.M.Cap.
- Arcivescovo John Joseph Lynch, C.M.
- Cardinale Elzéar-Alexandre Taschereau
- Cardinale Louis Nazaire Bégin
- Arcivescovo Paul Bruchési
- Arcivescovo Joseph-Guillaume-Laurent Forbes
- Cardinale Jean-Marie-Rodrigue Villeneuve, O.M.I.
- Cardinale Maurice Roy
- Cardinale Louis-Albert Vachon
- Vescovo Joseph Paul Pierre Morissette
- Vescovo Raymond Poisson